# Drakbåts-VM för landslag 2014

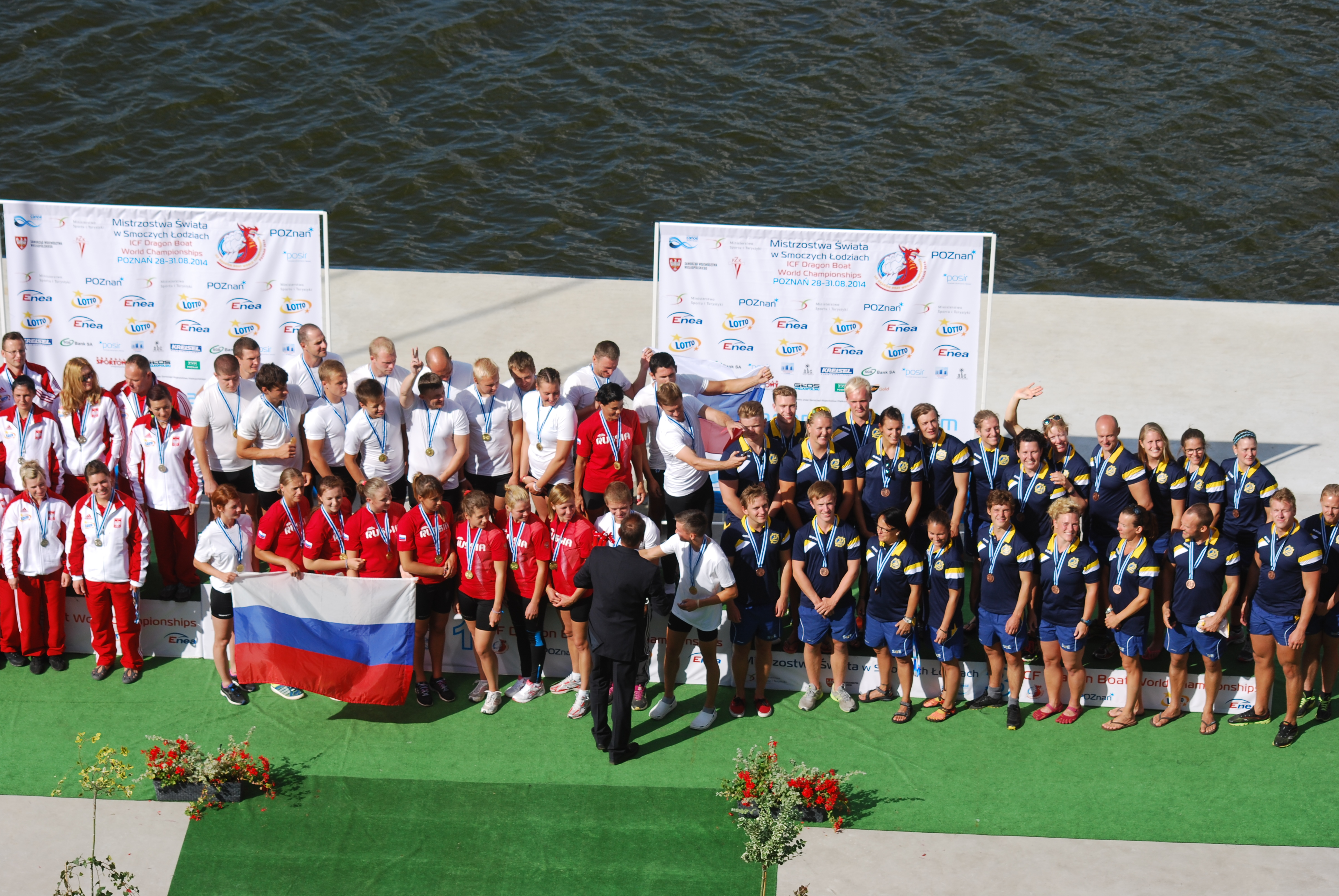
Ryssland tog guld, Polen silver och Sverige brons på 500 meter i 20-manna mixed.

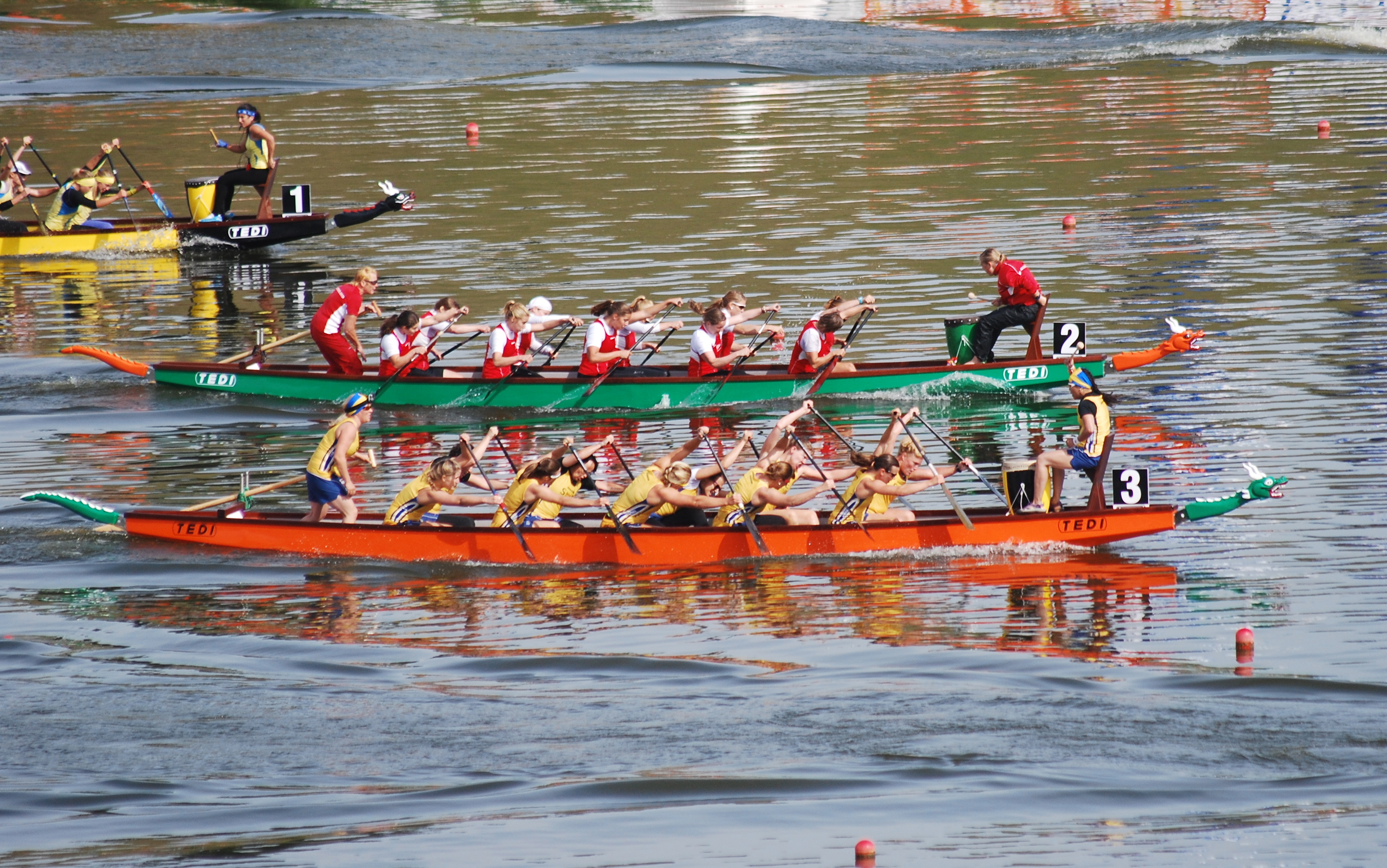
Sverige och Tyskland ligger jämnt i ett lopp i 10-manna dam-klassen.

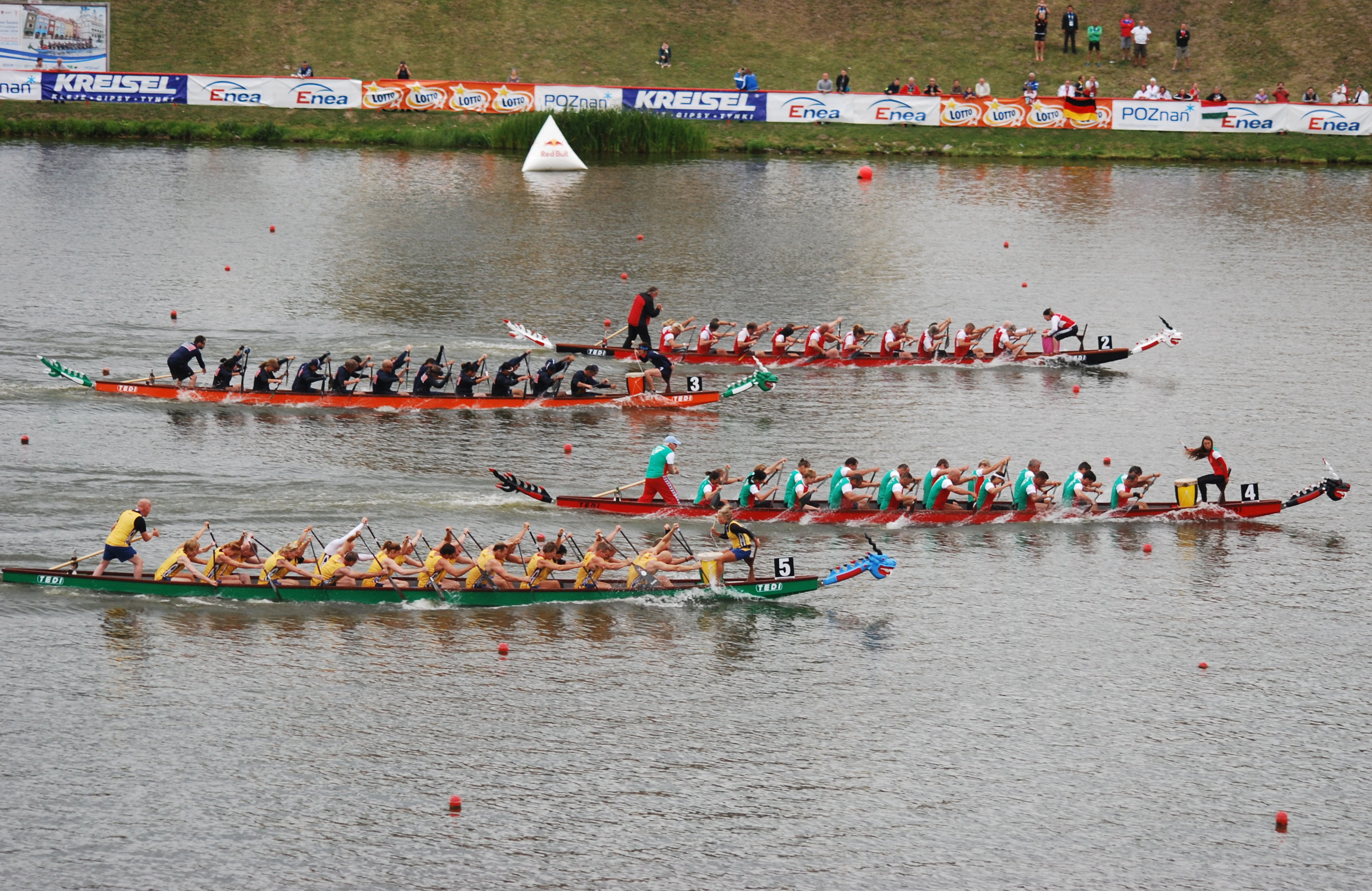
200 meter i 20-manna mixed master (40+).

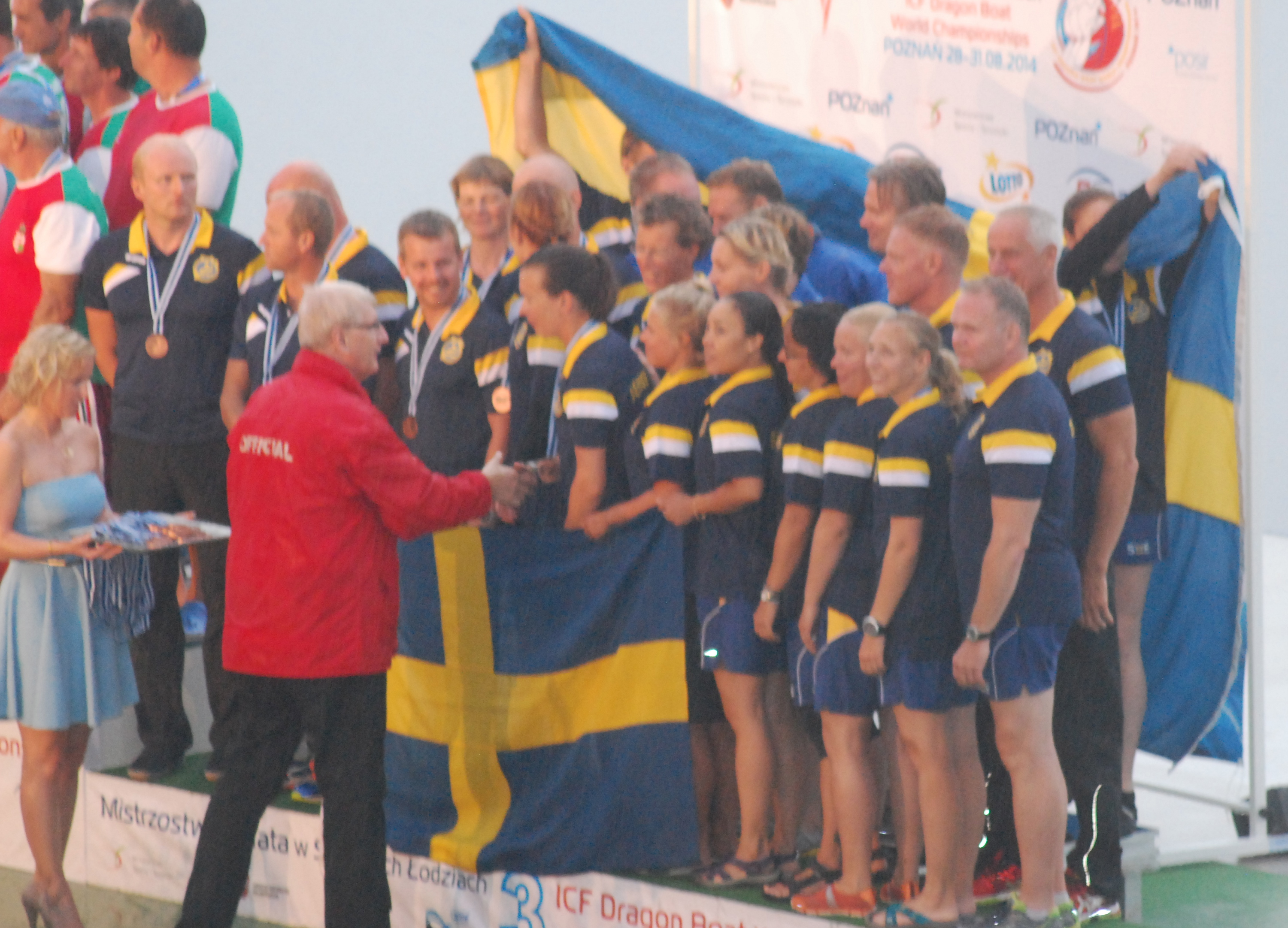
Sverige deltog för första gången med ett master-landslag som tog två brons, bland annat i 20-manna mixed 2 000 meter.

Drakbåts-VM för landslag 2014 anordnades av ICF i Poznań i Polen den 28–31 augusti. 15 länder deltog och 41 guldmedaljer delades ut. Distanserna var 200 meter, 500 meter och 2 000 meter. Det tävlades i både 10-manna- och 20-mannabåtar i dam-, mixed- och open-klasser på junior-, senior- och master-nivå.

## Medaljtabell
| Pl.    | Nation       | Guld | Silver | Brons | Totalt |
| ------ | ------------ | ---- | ------ | ----- | ------ |
| 1      | Ryssland     | 16   | 8      | 4     | 28     |
| 2      | Ungern       | 8    | 7      | 2     | 17     |
| 3      | Ukraina      | 6    | 4      | 4     | 14     |
| 4      | Tyskland     | 4    | 3      | 7     | 14     |
| 5      | Filippinerna | 4    | 3      | 3     | 10     |
| 6      | Polen        | 2    | 5      | 11    | 18     |
| 7      | Kanada       | 1    | 6      | 2     | 9      |
| 8      | USA          | 0    | 3      | 1     | 4      |
| 9      | Sverige      | 0    | 2      | 3     | 5      |
| 10     | Schweiz      | 0    | 0      | 1     | 1      |
| NP     | Tjeckien     | 0    | 0      | 0     | 0      |
| NP     | Italien      | 0    | 0      | 0     | 0      |
| NP     | Frankrike    | 0    | 0      | 0     | 0      |
| NP     | Rumänien     | 0    | 0      | 0     | 0      |
| NP     | Estland      | 0    | 0      | 0     | 0      |
| Totalt | Totalt       | 41   | 41     | 38    | 120    |

## Medaljsammanfattning 20-manna

### Senior
| Klass                 | Guld         | Silver       | Brons        |
| 200m, senior herrar   | Filippinerna | Ryssland     | Ungern       |
| 500m, senior herrar   | Ryssland     | Filippinerna | Ukraina      |
| 2 000m, senior herrar | Ukraina      | Ryssland     | Filippinerna |
| 200m, senior damer    | Ryssland     | Ungern       | Tyskland     |
| 500m, senior damer    | Ryssland     | Tyskland     | Ukraina      |
| 2 000m, senior damer  | Ryssland     | Tyskland     | Ukraina      |
| 200m, senior mixed    | Ryssland     | Ungern       | Kanada       |
| 500m, senior mixed    | Ryssland     | Polen        | Sverige      |
| 2 000m, senior mixed  | Ryssland     | Kanada       | Polen        |

### Master
| Klass                 | Guld     | Silver | Brons        |
| 200m, master herrar   | Ukraina  | Polen  | Ryssland     |
| 500m, master herrar   | Ukraina  | Ungern | Ryssland     |
| 2 000m, master herrar | Ukraina  | Ungern | Polen        |
| 200m, master damer    | Ungern   | USA    | Ingen utsedd |
| 500m, master damer    | Ungern   | USA    | Ingen utsedd |
| 2 000m, master damer  | Ungern   | USA    | Ingen utsedd |
| 200m, master mixed    | Ungern   | Polen  | Tyskland     |
| 500m, master mixed    | Tyskland | Polen  | USA          |
| 2 000m, master mixed  | Ungern   | Kanada | Sverige      |

## Medaljsammanfattning 10-manna

### Senior
| Klass                 | Guld         | Silver       | Brons        |
| 200m, senior herrar   | Filippinerna | Ryssland     | Polen        |
| 500m, senior herrar   | Ryssland     | Filippinerna | Ukraina      |
| 2 000m, senior herrar | Polen        | Ryssland     | Filippinerna |
| 200m, senior damer    | Ryssland     | Ukraina      | Tyskland     |
| 500m, senior damer    | Ryssland     | Sverige      | Tyskland     |
| 2 000m, senior damer  | Tyskland     | Sverige      | Ryssland     |
| 200m, senior mixed    | Filippinerna | Ryssland     | Polen        |
| 500m, senior mixed    | Ryssland     | Filippinerna | Polen        |
| 2 000m, senior mixed  | Ryssland     | Kanada       | Schweiz      |

### Junior
| Klass                 | Guld         | Silver   | Brons        |
| 200m, junior herrar   | Filippinerna | Ryssland | Kanada       |
| 2 000m, junior herrar | Kanada       | Ryssland | Filippinerna |
| 200m, junior mixed    | Ryssland     | Kanada   | Tyskland     |
| 500m, junior mixed    | Ryssland     | Kanada   | Polen        |
| 2 000m, junior mixed  | Ryssland     | Kanada   | Tyskland     |

### Master
| Klass                 | Guld     | Silver   | Brons    |
| 200m, master herrar   | Ryssland | Ukraina  | Polen    |
| 500m, master herrar   | Ungern   | Ukraina  | Ryssland |
| 2 000m, master herrar | Ukraina  | Ungern   | Polen    |
| 200m, master damer    | Tyskland | Ungern   | Polen    |
| 500m, master damer    | Tyskland | Ungern   | Polen    |
| 2 000m, master damer  | Ungern   | Tyskland | Sverige  |
| 200m, master mixed    | Ungern   | Tyskland | Polen    |
| 500m, master mixed    | Polen    | Ukraina  | Tyskland |
| 2 000m, master mixed  | Ukraina  | Polen    | Ungern   |